# Szemérmes mimóza
A szemérmes mimóza (Mimosa pudica) a hüvelyesek (Fabales) rendjébe, ezen belül a pillangósvirágúak (Fabaceae) családjába tartozó faj.

## Előfordulása
Eredetileg Dél-Amerikából, az amazonasi esőerdőből, valamint Közép-Amerikából és a Karib-térségből származik. Azonban manapság a Föld számos trópusi részén - és nemcsak ott - megtalálható; eme új helyein inváziós fajjá vált. Főleg az ázsiai kontinens déli, délkeleti és keleti részit hódította meg sikeresen; többek között: Bangladest, Thaiföldet, Indiát, Indonéziát, Malajziát, a Fülöp-szigeteket, Vietnámot és Japánt. A zavartalan árnyékos élőhelyeket kedveli. Fák és cserjék alatt nő.

## Változatai
- Mimosa pudica var. hispida Brenan
- Mimosa pudica var. pastoris Barneby
- Mimosa pudica var. pudica
- Mimosa pudica var. tetrandra (Humb. & Bonpl. ex Willd.) DC.
- Mimosa pudica var. unijuga (Duchass. & Walp.) Griseb.

## Megjelenése
A szemérmes mimóza 1,5 méteres, kisebb bokor termetű, lágy szárú növényfaj, melynek a fiatal hajtásai felállnak, és az idősebbek szétterülnek. Összetett levelei vannak; egy levelet 10-26 levélke alkot. A növény szára is és a levélnyelek is tüskések. A kicsi gömb alakú halvány rózsaszín vagy lilás rózsaszín virágai, körülbelül 3 centiméter átmérőjűek. A nyár közepén nyílik; amint a növény idősebb lesz, egyre több virágot hoz. A termései 2-8 összetett tokból áll, melyek 1-2 centiméter hosszúak; ezeknek a szélei is tüskések. Egy-egy tok 2-5 ízből áll, és halvány barna, 2,5 milliméteres magokat tartalmaz. A megporzást egyaránt elvégezheti a szél és a rovarok is.

## Mozgása
Apró összetett levelei nagyon érzékenyek. Ha hozzájuk érnek, ráesik az eső vagy a szél megfújja őket, akkor összecsukódnak, de néhány perc múlva újból szétterülnek.
Este naplemente után összecsukódik, reggel napfelkeltekor újra kinyílik, de csak akkor ha nem borús az idő.

## Egyéb
Szobanövényként a lakás dísze. A nagyobb kertészeti boltokban kapható.

## Képek

Virága
levelekkel
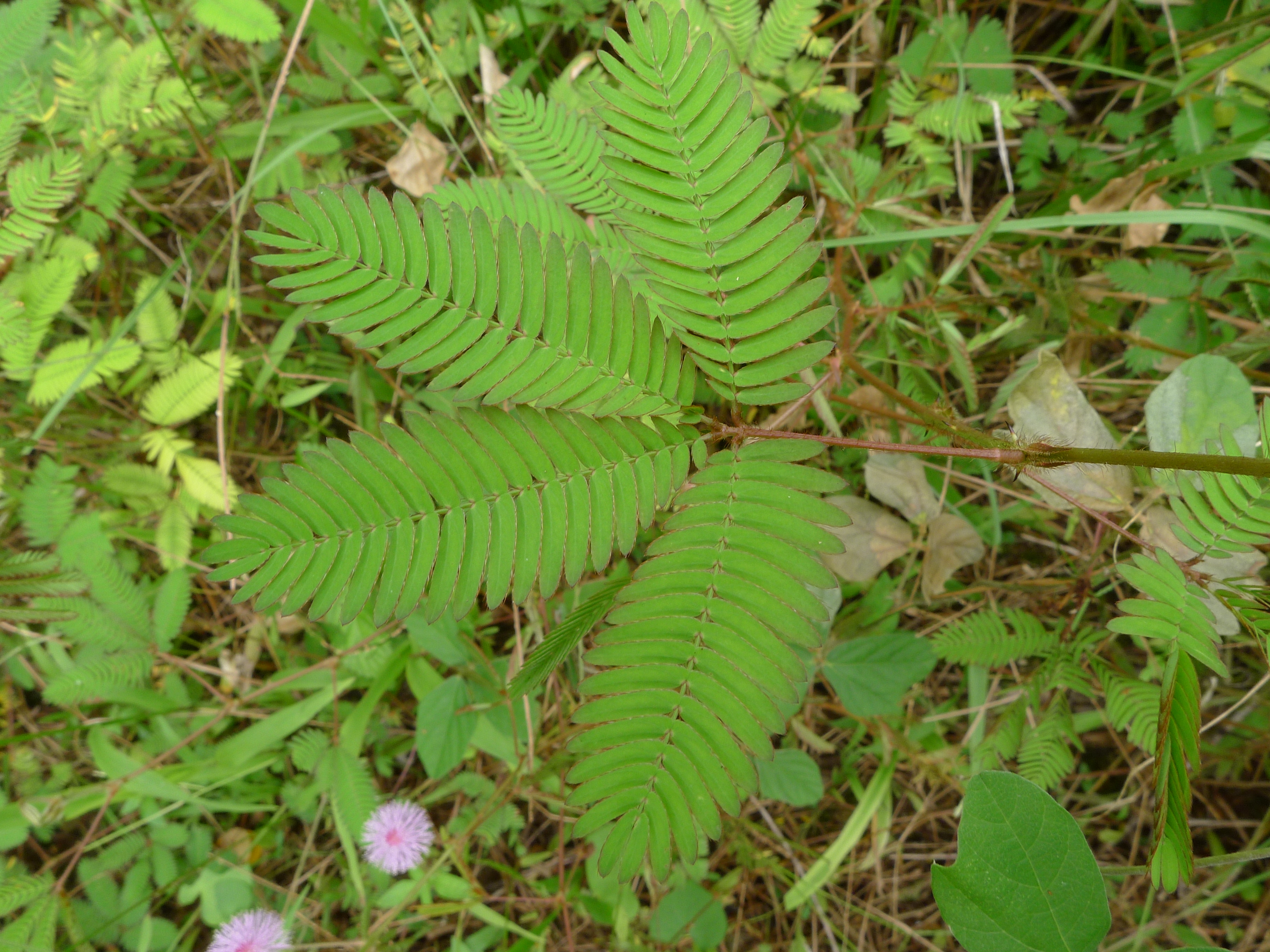
A levelei
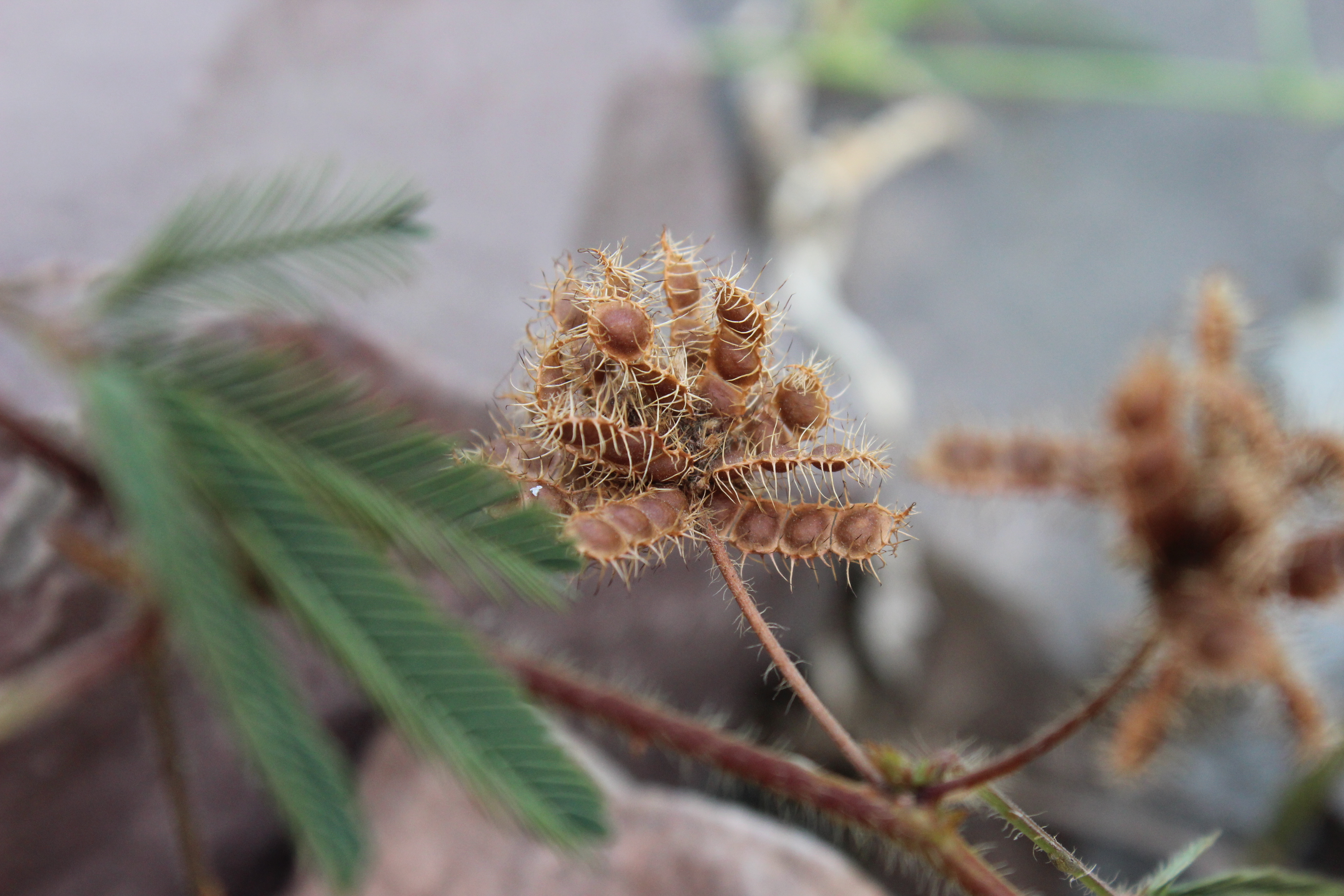
A termései
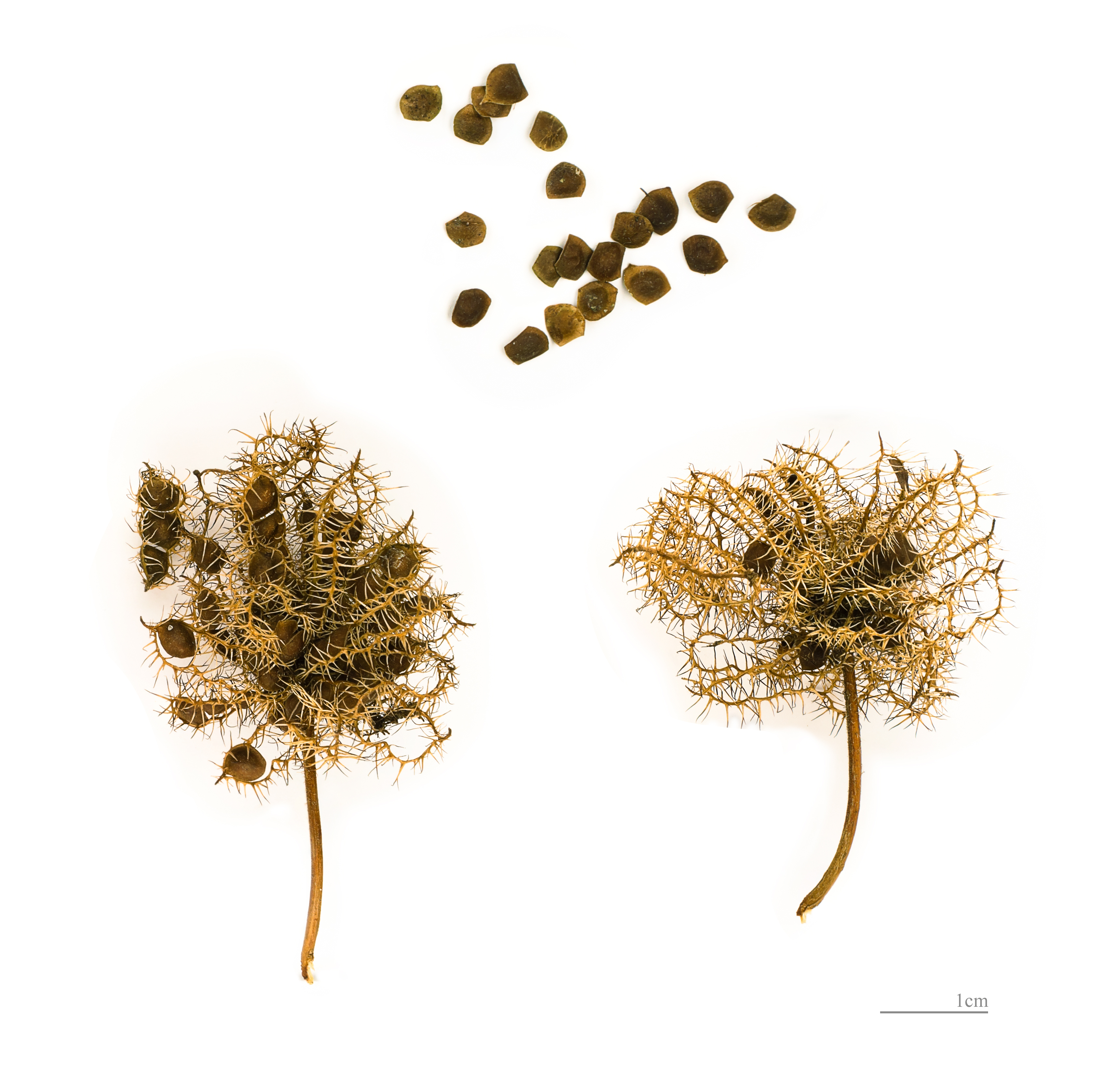
és magvai

## Fordítás
- Ez a szócikk részben vagy egészben  a   Mimosa pudica című angol Wikipédia-szócikk ezen változatának fordításán alapul.  Az eredeti cikk szerkesztőit annak laptörténete sorolja fel. Ez a jelzés csupán a megfogalmazás eredetét és a szerzői jogokat jelzi, nem szolgál a cikkben szereplő információk forrásmegjelöléseként.